# Conservation de la matière
La conservation de la matière est, dans le domaine de la chimie, une loi fondamentale. Elle apparaît comme une application de la loi de la conservation de la masse à chaque espèce atomique (application hors de tout phénomène de radioactivité où l'on doit modifier cette loi pour prendre en compte celle de l'équivalence masse-énergie).
Historiquement toutefois, la loi de conservation de la matière fut découverte en premier, celle de la conservation de la masse en étant une généralisation en physique.
Elle stipule que la quantité de chaque espèce atomique reste rigoureusement constante au sein d'un système fermé en évolution par réactions chimiques.
On peut la résumer par cette célèbre, bien qu'apocryphe, citation d'Antoine Lavoisier : « rien ne se perd, rien ne se crée, tout se transforme ».

## Expression de la loi de conservation de la matière
Pendant une réaction chimique, les liaisons entre les éléments chimiques changent, mais on retrouve les mêmes quantités des mêmes éléments dans les espèces chimiques formées (les produits de la réaction) que dans les espèces qui ont été consommées (les réactifs). C'est ce principe qui constitue la conservation de la matière, base de la stœchiométrie.
Elle a été mise en évidence pour la première fois par Jean Rey (1583-1645), puis confirmée par un scientifique du XVIIIe siècle, Antoine Lavoisier, qui est souvent cité comme l'un des fondateurs de la chimie moderne. En effectuant des expériences de réactions chimiques, il découvrit que la masse totale des produits d'une réaction est égale à la masse totale de ses réactifs.